# 左ききのBaby
「左ききのBaby」は、BLANKEY JET CITYの9枚目のシングル。1997年9月3日発売。

## 解説
表題曲の「左ききのBaby」はテレビ朝日系「ナイナイナ」オープニング曲。カップリング曲の「ロメオ」はボブソンジーンズのCMソング。
カップリング曲の「ロメオ」は1998年6月24日発売の7枚目のアルバム『ロメオの心臓』に収録され、表題の一部にも採用されたが、表題曲の「左ききのBaby」はオリジナルアルバムに収録されることはなく、アルバム収録は解散後の2000年10月25日に発売されたベストアルバム『Blankey Jet City 1997-2000』が初となった。
初回限定盤のみカラーケース仕様。白のプラケースにジャケットのイラストがプリントされており、歌詞カードはメンバーの写真仕様となっている。

## 収録曲
1. 左ききのBaby[2]
  - 作詞：浅井健一／作曲：照井利幸／編曲：BLANKEY JET CITY[2]
2. ロメオ[2]
  - 作詞・作曲：浅井健一／編曲：BLANKEY JET CITY[3]
3. Don’t Kiss My Tail[2]

## 収録アルバム

### 左ききのBaby
- 『Blankey Jet City 1997-2000』（2000年10月25日） - ベストアルバム
- 『COMPLETE SINGLE COLLECTION 『SINGLES』』（2013年3月27日） - ベストアルバム

### ロメオ
- 『ロメオの心臓』（1998年6月24日） - 7枚目のアルバム
- 『Blankey Jet City 1997-2000』（2000年10月25日） - ベストアルバム
- 『RARE TRACKS』（2009年1月21日） - ベストアルバム
※London Session on 17 May 1997

### Don’t Kiss My Tail
『Blankey Jet City 1997-2000』（2000年10月25日） - ベストアルバム